# NGC 1255
NGC 1255 ist eine Balken-Spiralgalaxie vom Hubble-Typ SBbc und liegt im Sternbild Fornax am Südsternhimmel. Sie ist schätzungsweise 71 Millionen Lichtjahre von der Milchstraße entfernt und hat einen Durchmesser von etwa 90.000 Lichtjahren. Gemeinsam mit NGC 1201, NGC 1302, PGC 12011 und PGC 12309 bildet sie die NGC 1255-Gruppe.
Die Typ-II-Supernova SN 1980O wurde hier beobachtet.
Das Objekt wurde am 30. August 1883 von Edward Emerson Barnard entdeckt.

## NGC 1255-Gruppe (LGG 86)
| Galaxie   | Alternativname | Entfernung/Mio. Lj |
| --------- | -------------- | ------------------ |
| NGC 1255  | PGC 12007      | 71                 |
| NGC 1201  | PGC 11559      | 72                 |
| NGC 1302  | PGC 12431      | 72                 |
| PGC 12011 | ESO 481-014    | 74                 |
| PGC 12309 | ESO 481-018    | 76                 |